# An Van Rie
An Van Rie (Menen, Flandes Occidental, 9 de juny de 1974) va ser una ciclista belga que fou professional del 2006 al 2008. Va guanyar tres cops el Campionat nacional en contrarellotge.

## Palmarès
- 2006
  -  Campiona de Bèlgica en contrarellotge
- 2007
  -  Campiona de Bèlgica en contrarellotge
- 2008
  -  Campiona de Bèlgica en contrarellotge